# UTC+01:00

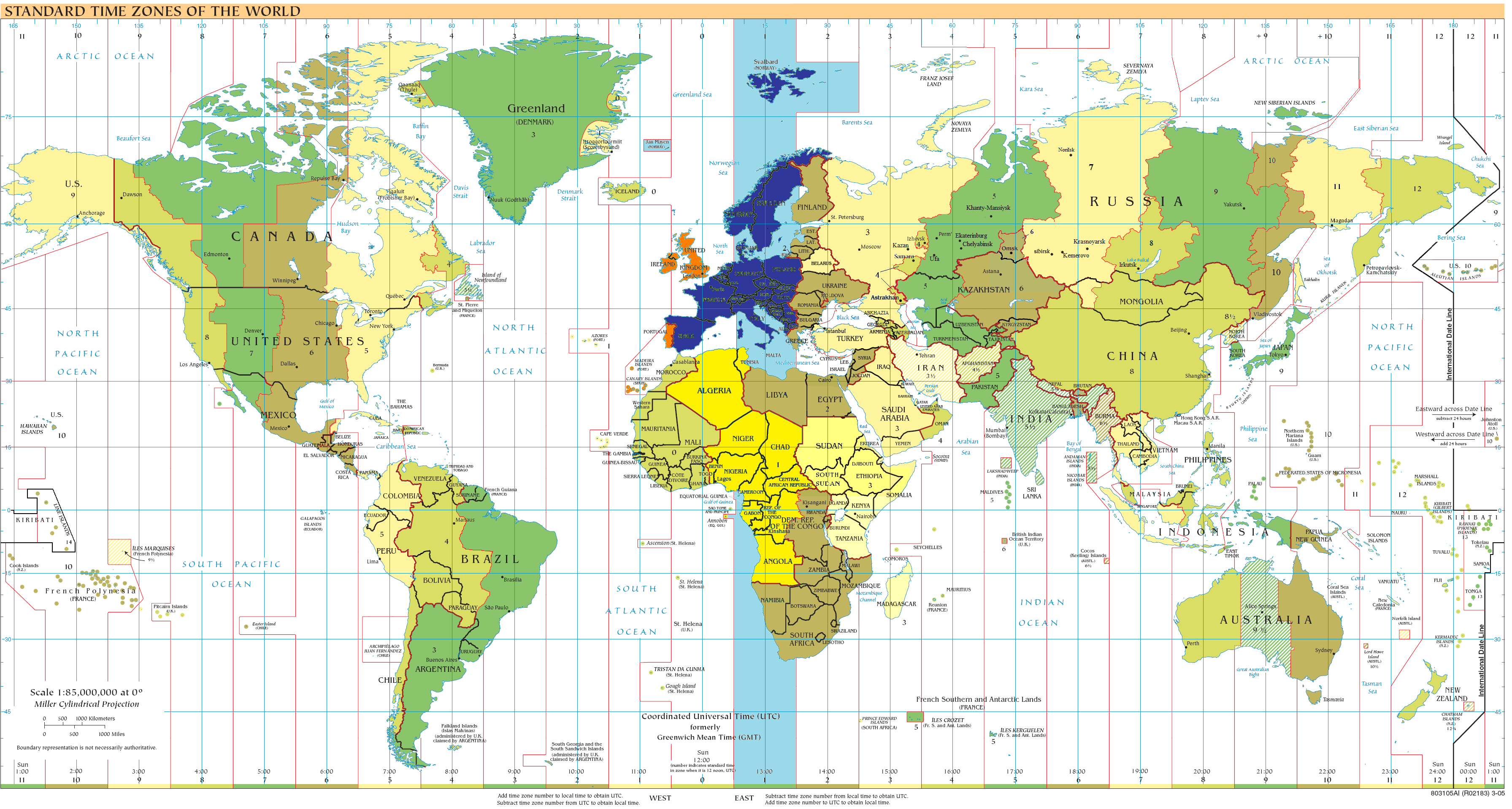
Területek az UTC+1-ben:

Az UTC+01:00 egy időeltolódás, amely egy órával van előrébb az egyezményes koordinált világidőnél (UTC).

## Alap időzónaként használó területek (az északi félteke telein)

### Európa
- Albánia
- Andorra
- Ausztria
- Belgium
- Bosznia-Hercegovina
- Horvátország
- Csehország
- Dánia (kivéve  Grönland és  Feröer)
- Franciaország (csak a fő területek, a tengerentúli területek nélkül)
- Németország
- Egyesült Királyság
  -  Gibraltár

- Magyarország
- Olaszország
- Koszovó
- Liechtenstein
- Luxemburg
- Észak-Macedónia
- Málta
- Monaco
- Montenegró
- Hollandia
- Norvégia (Spitzbergák és Jan Mayen-szigettel, valamint a Bouvet-sziget-tel együtt)
- Lengyelország
- San Marino
- Szerbia
- Szlovákia
- Szlovénia
- Spanyolország (a Kanári-szigetek kivételével)
- Svédország
- Svájc
- Vatikán

## Alap időzónaként használó területek (egész évben)

### Afrika
- Algéria
- Angola
- Benin
- Kamerun
- Közép-afrikai Köztársaság
- Csád
- Kongói Köztársaság
- Kongói Demokratikus Köztársaság
  - Kwango
  - Kwilu
  - Mai-Ndombe
  - Alsó-Kongó
  - Egyenlítői tartomány
  - Észak-Ubangi
  - Dél-Ubangi
  - Mongala
  - Tshuapa
  - Kinshasa
- Egyenlítői-Guinea
- Gabon
- Marokkó
- Niger
- Nigéria
- Tunézia

## Nyári időszámításként használó területek (az északi félteke nyarain)

### Európa
- Egyesült Királyság
  - a Brit-sziget területén ( Anglia,  Skócia,  Wales), illetve  Észak-Írországban
  -  Guernsey Bailiffség
  -  Man-sziget
  -  Jersey Bailiffség

- Spanyolország
  -  Kanári-szigetek

- Dánia
  -  Feröer

- Írország[a]
- Portugália (kivéve az Azori-szigeteket, amelyek UTC-1-et használnak nyári időszámítással)

## Időzónák ebben az időeltolódásban
| Időzóna neve angolul         | Időzóna neve magyarul    | Időzóna rövidítése |
| ---------------------------- | ------------------------ | ------------------ |
| British Summer Time          | Brit nyári idő           | BST                |
| Central European Time        | Közép-európai idő        | CET                |
| Irish Standard Time          | Ír nyári idő             | IST                |
| West Africa Time             | Nyugat-afrikai idő       | WAT                |
| Western European Summer Time | Nyugat-európai nyári idő | WEST               |
| Alpha Time Zone[b]           | -                        | A                  |

## Megjegyzés
↑ a:  Írország a standard time kifejezést használja a nyári hónapokra hivatkozva, a téli időt pedig arra, amit a többi ország általában standard time-nak hív, de a végeredmény lényegében ugyanaz.

↑ b:  Katonai időzóna.

## Fordítás
Ez a szócikk részben vagy egészben  az   UTC+01:00 című angol Wikipédia-szócikk ezen változatának fordításán alapul.  Az eredeti cikk szerkesztőit annak laptörténete sorolja fel. Ez a jelzés csupán a megfogalmazás eredetét és a szerzői jogokat jelzi, nem szolgál a cikkben szereplő információk forrásmegjelöléseként.